# Анабет Чејс (фиктивни лик)
Анабет Чејс (енгл. Annabeth Chase) је фиктиван лик из серијала Перси Џексон и богови Олимпа (енгл. Percy Jackson and the Gods of Olympus). Она је полубог што значи да је пола богиња, а пола смртник. Њен отац је смртник Фредерик Чејс (енгл. Frederick Chase), а мајка јој је Атина, богиња мудрости. Први пут се појављује у првом делу серијала - Крадљивац муње (енгл. The Lightning Thief). Током серијала, постаје близак пријатељ Персију, а касније и његова девојка. Анабет је архитекта Олимпа и једна од вођа Кампа полутана. 

## Биографија
Анабет Чејс је кћи богиње Атине и смртника Фредерика Чејса. Рођена је 12. јула 1993. године. Будући да је дете Атине, која је девица, није била физички рођена, већ је изашла из Атининог мозга као поклон човеку којег је волела. Када је имала седам година, побегла је од куће. На путовању је упознала Лука Кастелана (енгл. Luke Castellan), Талију Грејс (енгл. Thalia Grace) и Гровера Андервуда (енгл.Grover Underwood). Заједно су стигли до Кампа полутана, бежећи и борећи се са хордама чудовишта. Када су стигли до граница кампа, Талија је жртвовала себе да би Лук, Гровер и Анабет безбедно стигли у камп. Талијин отац, Зевс, ју је претворио у дрво на врху брда које је постало познато под називом Талијина Оморика. Пре Персијевог доласка у камп, Анабет је ту живела већ пет година. 
Анабет се не слаже са својим оцем и породицом. Она каже да њен отац није био срећан кад се она родила и да је сматра сметњом. Њена полубраћа је не воле и плаше је се. Маћеха је мрзи и мисли да Анабет угрожава породицу јер је полубог. На крају Крадљивца муње, Анабет се враћа кући да би видела да ли може да се слаже са њима. Остаје са њима скоро годину дана али је непознато да ли су се осећања њене породице променила, али у Клетви Титана Анабетин отац је помогао у борби против Хронове војске да би спасио Анабет.
Анабет је добар борац и може да брзо донесе одлуке у тешким ситуацијама. Упркос томе, Анабет сан је да постане архитекта - У Мору чудовишта, показано је да је њен највећи сан да редизајнира свет да би био бољи, да Лук постане добар поново и да је родитељи прихвате. У Последњем богу Олимпа, додељена јој је титула и занимање архитекте Олимпа.
Анабетина фатална мана је „hubris” односно смртоносни понос. Анабет мисли да она може све: да помири родитеље, да изгради сјајне споменике и да спаси Лука. Некада чак мисли да може да сагради свет бољег од света које су богови саградили. Због надметања Атине и Арахне, јако се плаши паукова (арахнофобија) као и скоро сва Атинина деца.
Анабет је описана као спортски тип, има коврџаву плаву косу и сиве очи које личе на олују.

## У књигама

### Крадљивац муње
Анабет се први пут појављује и има 12 година. Упознаје Персија након што је он нападнут од стране минотаура и кад стигне у Kамп полутана. Када ју је први пут видео, Перси ју је описао као „лепу“ са плавом коврџавом косом као „Пепељугина коса“. Након што се Перси опорави, Анабет чује да је добио задатак и жели да крене са њим јер мисли да је он на кога се односи Велико Пророчанство. Она, Гровер и Перси се заједно упуте да траже Зевсову украдену муњу. Кроз књигу, Анабет приказује своју јединствену памет коју је наследила од мајке и такође је приказана њена арахнофобија односно страх од паукова. 

### Море чудовишта
Анабет, Перси и Тајсон не добијају дозволу да иду у потрагу за златним руном како би спасли Талијину оморику и да нађу Гровера па се искраду из Кампа да би то учинили. Откривено је да је Анабетин највећи сан да редизајнира свет да би био бољи, да Лук постане добар поново и да је родитељи прихвате. Након што остану насукани на Киркином острву, Анабет спасе Персија након што је претворен у заморче користећи мултивитамине које им је Хермес претходно дао. Током борбе са Полифемом, Анабет се претвара да је Нико (док је невидљива захваљујући свом качкету Њујоркшких јенкија) и одвраћа му пажњу довољно дуго да га Перси уништи. Анабет бива смртно повређена током битке али је излечена уз помоћ златног руна. 

### Титанова клетва
Анабет је киднапована заједно са богињом Артемидом. Перси, Талија, Гровер, ловкиње Зои Најтшејд (енгл. Zoe Nightshade) и Бијанком ди Ејнџело (енгл. Bianca di Angelo) морају да их спасу. У Персијевом сну, Анабет је на планини и види Лука како држи црни кров (оно што Перси не зна је да Лук држи небо). Анабет помогне Луку да подигне небо, и онда се Лук намерно оклизне и Анабет остаје сама да држи небо. Ово је касније искоришћено да превари Артемиду да она држи небо јер она не би могла да не помогне девојци. За разлику од осталих књига, овде Анабет има малу улогу. У књизи је наговештено да ће постојати романтична будућност за Анабет и Перси. Афродита, богиња љубави, је убедила Персија у његова осећања према Анабет али им је такође отежала да буду заљубљени. На крају, Перси спаси и Анабет и Артемиду а Талија се бори са Луком док он не падне са литице.

### Битка за лавиринт
У овом делу, Анабет има 14 година. Перси и Анабет налазе улаз у лавиринт и Анабет схвата да Лук може да искористи тај улаз да упадне у Камп. 
Анабет предводи потрагу у лавиринт. У лавиринт улази са Гровером, Персијем и Тајсоном да би нашли начин да зауставе Хронове зле силе од упада у Камп тако што траже Дедала који је лавиринт саградио. Пророчанство које је дато Анабет ју је уплашило јер одбија да каже последњи стих. У лавиринту, Анабет се сусреће са сфингом и сматра да су њене загонетке превише лаке и увреда њеној интелигенцији. Побегну од сфинге и настављају у потрази за Хефестом да би им он рекао где да пронађу Дедала. 
На путу до Хефестове радионице на планини Сент Хеленс, наиђу на телхине које праве оружје Хрону. Перси каже Анабет да побегне док може, она га пољуби за срећу и они се раздвоје. Када Сент Хеленс еруптира, Анабет верује да је Перси погинуо, али се то није догодило. Перси је пао на острво Огигија, затвор нимфе Калипсе, кћерке Атласа. Када се Перси врати у камп, Анабет држи ритуал сахране за њега. Када га примети, загрли га. Међутим, када сазна ѕа Калипсу, постаје врло љубоморна. Перси онда замоли срмтну девојку Рејчел Елизабет Дер (енгл. Rachel Elizabeth Dare) да им помогне кроз лавиринт. Анабет постане љубоморна кад примети колико су блиски Рејчел и Перси. Они нађу Лука, у чијем телу је сада Хрон. Након битке, Лук је присилен да се врати у лавиринт. Анабет још увек одбија да прихвати да је Лук скроз зао и љути се на Персија кад он каже да јесте.
На крају, одлази са својим оцем у приватну школу у Сан Франциску.

### Последњи бог Олимпа
У последњој књизи серијала, Анабет се први пут појављује када се Перси врати након што је Хронов брод, Принцезу Андромеду (енгл. the Princess Andromeda) дигао у ваздух. Анабет помаже Персију да чује Велико Пророчанство. Перси се окупа у реци Стикс (једва побегне замишљајући како га Анабет извлачи из реке) и зове Анабет да се састане са њим испред Емпајер стејт билдинга са свим полубоговима из Кампа полутана. Када Анабет и Перси оду на Олимп, сретну Хермеса коме Анабет покуша да се извини за то што је Лук постао Хрон. Хермес се наљути на њу и криви је што није спасила Лука. Хермес одлази и они се врате до осталих кампера да би бранили Олимп и Менхетн. У бици, Итан Накамура (енгл. Ethan Nakamura) покуша да удари ножем Персија у леђа, баш у његову Ахилову тачку, али Анабет скочи испред њега и нож удара њу. Након неколико сати одмора, Анабет, иако је још увек слаба од отрова, се враћа у битку али је Хрон бацио у Атинин трон. На крају, она спаси Персија и Олимп када коначно схвати стварно значење пророчанства. Она убеди Персија да да Луку њен нож (који јој је Лук дао када је имала седам година) да он може да се убије и тако протера Хрона назад у Тартар. Богови је награде тако што јој дају посао архитетке да изнова сагради Олимп. Персију су понудили бесмртност али он одбија због својих осећања за Анабет. Касније ток дана, у Кампу полутана, Анабет пољуби Персија након што јој призна да је заљубљен у њу. 

## Натприродне моћи/спобности
Анабет као и већина полубогова, болује од:
- хиперактивног поремећаја недостатка пажње, што у ствари показује да су полубогови увек спремни за битку
- дислексије, јер је њен мозак предодређен за старогрчки.
- у Кампу полутана, научена је борби прса у прса.

### Способности везане за интелект:
- Анабет зна доста о грчким митовима, историји и архитектури.
- Анабет никада не заборави нешто што чује.
- Анабет уме да чита људе јако добро и зна о чему мисле. [7]

## Оружја и магични предмети
- Магичан качкет Њујоркшких јенкија који је чини невидљивом (поклон од мајке Атине)
- Бодеж од небеске бронзе (поклон од Лука); небеска бронза је метал који може да рани чудовишта и бесмртна бића али не и обичне смртнике.
- Мач од кости змаја који је добила од дива Дамaсена када је била у Тартару.
- Лаптоп са идејама и информацијама од Дедала, изумитеља лавиринта.